# Карпук, Владимир Юрьевич
Владимир Юрьевич Карпук (род. 8 октября 1991 года, Нижний Новгород, РСФСР, СССР) — российский театральный, телевизионный и киноактёр, театральный режиссёр, художественный руководитель Нижегородского экспериментального театра NEXT, театральный педагог.

## Биография
В 2010 году поступил на механико-математический факультет Нижегородского университета им. Н. И. Лобачевского. В студенческие годы увлёкся театром и в 2014—2018 гг. учился в ГИТИСе в актёрских мастерских Сергея Яшина и Алексея Шейнина, а в 2018—2019 гг. в Академии театрального и кинематографического мастерства Н. С. Михалкова. Прошёл стажировку в режиссёрской лаборатории Римаса Туминаса при театре Вахтангова.
На протяжении трёх лет актёр играл на сцене театра «Комедия». В 2016-м его театральная команда получила президентский грант и стала называться «Экспериментальный театр Next». Будучи художественным руководителем театра NEXT, поставил спектакль о Сергее Есенине, в котором сыграл главную роль. Снимался в тележурнале «Ералаш», сериале «След», сыграл в кинофильмах «Выпускной», «Дар» и др., а также в ряде короткометражных фильмов.

Карпук стал одним из инициаторов «театрального дела», по которому были арестованы Женя Беркович и Светлана Петрийчук, и выступил в суде свидетелем обвинения. Среди прочего, он заявлял в суде, что его претензии к Беркович заключаются в использовании феминитива «режиссёрка» («У нас патриархат»). В числе других высказываний Карпука на суде: 
«Некая подмена ценностей происходит! Кто такой Финист ясный сокол? Это герой советской сказки 1970-х — 1980-х годов, который защищает страну. За него Алёнушка впряг… пытается ему помочь. А я прихожу — и говорят, что Финист ясный сокол — это какой-то хороший моджахед?! А про нас всех [русских] мужчин сказали, что мы воняем! Неприятно было слышать».

## Фильмография
- 2007 Ералаш — Пушкин
- 2007 т/с След — Егор Лапшин
- 2014 х/ф «Выпускной» — учащийся 11 «А», реж. Всеволод Бродский
- 2017 короткометражка «Встреча», реж. Андрей Огородников
- 2018 х/ф «Однажды в Америке или…» — Адъютант, реж. Дмитрий Панченко
- 2018 х/ф «Дар» — Костя, реж. Михаил Кукушкин
- 2019 короткометражка «Выкупить за 60 секунд», реж. Вадим Валиуллин
- 2020 т/с «Анна-детективъ-2» ― Тимохин, городовой
- 2021 т/с «Зёма 3» — Гусь
- 2021 т/с «Зёма 3 Новогодний замес» — Гусь
- 2022 т/с «Суперпозиция» — Дэн
- 2023 т/с «Макс и Гусь» — Гусь
- 2024 — «Кореша» — Гусь
- х/ф «Неадекватные люди 2» (в производстве) — Ангел, реж. Роман Каримов
- х/ф «Гуляй, Вася! Свидание на Бали» (в производстве) — Данко
- х/ф «Счастье мое» (в производстве), — Веня, реж. Алексей Франдетти
- т/с Кухня. Война за отель (в производстве) — официант, реж. Евгений Шелякин

## Работы в театре
- «Сон в летнюю ночь» — Фавн, реж. Валерий Белякович
- Мюзикл «Леонардо» — Артист Ансамбля, реж. Ким Брейтбург
- «Билокси блюз» — Виковский (Студенческий театр ННГУ)
- «Есенин. Чёрный человек» — Сергей Есенин (Нижегородский Экспериментальный Театр NEXT)

## Награды
- Российский лауреат II степени в номинации «Художественное слово» — фестиваль «Российская студенческая весна»
- Лучший актёр (роль «Сергея Есенина») — международный Фестиваль «Пространство юных» (г. Сочи)